# Нелс Ван Паттен
Нелс Ван Паттен (англ. Nels Van Patten; нар. 15 січня 1955) — колишній американський тенісист.

## Титули ATP Челленджер

### Парний розряд: (1)
| Ранг | Дата     | Турнір                          | Покриття | Партнер            | Суперники                         | Рахунок  |
| ---- | -------- | ------------------------------- | -------- | ------------------ | --------------------------------- | -------- |
| 1.   | Вер 1981 | Athens Challenger Афіни, Греція | Ґрунт    | Вінсент ван Петтен | Nanad Ilekovlc Джордж Каловелоніс | 7–6, 7–6 |